# Micreuchilia versicolor
Micreuchilia versicolor är en skalbaggsart som beskrevs av Waterhouse 1879. Micreuchilia versicolor ingår i släktet Micreuchilia och familjen Cetoniidae. Inga underarter finns listade i Catalogue of Life.